# Château de la Monterolle
 (septembre 2020).
Si vous disposez d'ouvrages ou d'articles de référence ou si vous connaissez des sites web de qualité traitant du thème abordé ici, merci de compléter l'article en donnant les références utiles à sa vérifiabilité et en les liant à la section « Notes et références ».
Le château de la Monterolle est situé sur la commune d'Évaux-les-Bains, dans le département de la Creuse.

## Historique
Le château fut construit au XVIe siècle, à l'orée de la Renaissance, d'où son aspect plus moderne qu'une habitation féodale antérieure. Néanmoins, il était alors bien le siège d'une féodalité locale.

## Description
On pourrait décrire ce château d'origine féodale comme un manoir, car ses deux tours d'angle et sa pierre de tuffe blanche lui donnent une apparence bien plus contemporaine que son âge réel.
Des circuits existent pour découvrir le site du château et son environnement.